# Lester R. Brown
Lester Russel Brown, född 28 mars 1934 i Bridgeton, New Jersey, är en amerikansk miljövetare och författare. Han är utbildad agronom och det var inom detta område som han jobbade under 50- och 60-talet. Han har skrivit ett flertal böcker om miljöproblem och hur vi ska kunna skapa en hållbar utveckling på en global nivå. 1974 var han med och bildade Worldwatch Institute. I maj 2001 bildade han Earth Policy Institute som har visionen att ta fram olika handlingsplaner för att nå en långsiktigt hållbar ekonomi. Brown anses vara den som myntade begreppet hållbar utveckling (en. sustainable development) som senare blev känt i samband med FN-rapporten Vår gemensamma framtid (1987), kallad Brundtlandrapporten.
En av hans mest kända böcker är Plan B 2.0 Hur vi kan rädda vår utsatta planet och vår hotade civilisation i vilken han bland annat diskuterar hur man kan möta växande globala problem såsom oljetoppen, vattenbrist, livsmedelförsörjnig, fattigdom och stabilisera folkmängden med mera. Boken är gratis och finns att läsa i PDF-format på Framtidsverket  och Earth Policy Institute. Hösten 2008 kom en svensk översättning av hans senaste bok: "Plan B 3.0 Uppdrag: rädda jorden!" (Addera Förlag). Boken innehåller, bland mycket annat, en plan för hur världen kan skära ner koldioxidutsläppen med 80% till år 2020. Sammanfattningar av boken finns på bokens svenska webbsida  där den också kan laddas ner gratis. Våren 2010 utkom Plan B 4.0 på svenska med undertiteln "Uppdrag: rädda civilisationen!" (R-H Förlag). Utdrag ur boken och länk till gratis nedladdning finns på .

### E-böcker
- Lester R. Brown - Plan B 4.0: Uppdrag rädda civilisationen! (2010)